# Asiana Airlines
Asiana Airlines (раніше — Seoul Airlines), (KSE: 020560) — південнокорейська авіакомпанія, що виконує рейси по 12 внутрішнім і 82 міжнародними напрямками у 21 країну, член глобального авіаційного альянсу пасажирських перевезень Star Alliance.
Штаб-квартира і головний транзитний вузол (хаб) міжнародних перевезень авіакомпанії розташовані в Міжнародному аеропорту Сеула Інчхон, а хаб внутрішніх перевезень — в Міжнародному аеропорту Сеула Кімпхо.
Asiana Airlines є однією з шести авіакомпаній світу, які отримали п'ятизірковий рейтинг від Skytrax. 

## Історія
Компанія Asiana заснована 17 лютого 1988 і почала діяльність у грудні 1988 року з рейсів у Пусан. Вона була сформована Kumho Asiana Group (раніше Kumho Group) як частина курсу Південнокорейського уряду на створення другої національної авіакомпанії і відвічна називалася Seoul Air International. Південнокорейський уряд дозволив збільшити частку іноземного володіння авіакомпанії з 20% до 50%. Авіакомпанією володіють приватні інвестори (30,53%), Kumho Industrial (29,51%), Kumho Petrochemical (15,05%), іноземні інвестори (11,9%), Korea Development Bank (7,18%) та інші (5,83%). Станом на березень 2007 року в компанії працювало 7799 осіб (на березень 2007 року). 
Asiana Airlines швидко розширилася з моменту свого заснування в 1988 році і перетворилася на глобального перевізника середнього розміру з флотом з 69 повітряних суден, надаючи послуги в 66 міст світу у 21 країнах по 82 маршрутам і у 12 містах Південної Кореї по 15 маршрутах. У 2007 році авіакомпанія мала загальні продажі приблизно 3 млрд доларів США. У лютому 2006 року Asiana Airlines модернізувала свій корпоративний стиль для приведення у відповідність з іншими відділами своєї батьківської компанії Kumho Asiana Group. Назви класів подорожей були змінені з First Class, Business Class і Economy Class на First, Business і Travel classes відповідно, а кольори цих класів були змінені на жовтий, синій і червоний відповідно. Також планується ввести нову форму для екіпажу. 
18 квітня 2007 Skytrax присудила компанії престижний п'ятизірковий ранг (нарівні з Cathay Pacific, Malaysia Airlines, Qatar Airways, Singapore Airlines і Kingfisher Airlines). ISO присудила Asiana першу в класі сертифікацію на відповідність критеріям ISO 14001 в 1996 році. 
У 2001 році міністерство навколишнього середовища Південної Кореї назвало Asiana Airlines компанією, найбільш дружньою навколишньому середовищу серед компаній індустрії обслуговування. 
17 лютого 2009 Air Transport World присудила нагороду «Авіакомпанія року», яка вважається однією з найбільш почесних нагород в авіаіндустрії. 
21 травня 2010 Asiana Airlines була обрана найкращою авіакомпанією світу. Про це свідчать результати рейтингу, складеного британським дослідницьким агентством Skytrax. 
Авіакомпанія має угоди про код-шеринг з наступними компаніями (на листопад 2008): 
- Air Busan
- Air Astana
- Air Canada (Star)
- Air China (Star)
- Air New Zealand (Star)
- Air Nippon Airways (Star)
- China Eastern Airlines
- China Southern Airlines (SkyTeam)
- EgyptAir (Star)
- LOT Polish Airlines (Star)
- Qantas (Oneworld)
- Qatar Airways
- Shanghai Airlines (Star)
- Shenzhen Airlines
- Singapore Airlines (Star)
- South African Airways (Star)
- Thai Airways International (Star)
- Turkish Airlines (Star)
- United Airlines (Star)
- US Airways (Star)
- S7 Airlines (Oneworld)

## Флот
Asiana Airlines експлуатує наступні повітряний парк широкофюзеляжних лайнерів:
Airbus A320-200 11 0143 (- / 8/135) Внутрішні та міжнародні ближні- і середньомагістральні
Китай, Японія, Південно-Східна Азія
Airbus A321-100 2 0 0 200 (- / — / 200) Внутрішні до 2010 року будуть повернуті з лізингу всі літаки даного типу
Airbus A321-200 14 0 0 177 (- / 12/165) Внутрішні та міжнародні ближні- і середньомагістральні
Китай, Японія, Південно-Східна Азія
Boeing 737–400 2
Asiana Airlines експлуатує наступні повітряний парк широкофюзеляжних лайнерів:
- Airbus A330-300 10 0 0 290 (- / 30/260) Міжнародні ближні- і середньомагістральні

Японія, Китай, Центральна і Південно-Східна Азія
- Airbus A350 0 30 жовтня Міжнародні далекомагістральні, регіональні маршрути Замовлено 10 лайнерів серій 800, 900 і 1000 з постачанням у 2016 році
- Airbus A380 5 січня Міжнародні далекомагістральні. Замовлено 6 лайнерів з постачанням, починаючи з 2014 року.
- Boeing 747–400 2 0 0 359 (10/45/304) Міжнародні далекомагістральні

Сеул (Інчхон) — Нью-Йорк (JFK) Міжнародні близькомагістральні
Токіо і Гонгконг
- Boeing 747-400 Combi 2 0 0 284 (12/36/236) Міжнародні далекомагістральні і близькомагістральні з високою частотою польотів

Лос-Анджелес, Чикаго, Франкфурт, Лондон, Токіо (Наріта), Пекін
- Boeing 767–300 7 0 0 260 (- / 18/242) Внутрішні / міжнародні ближні- і середньомагістральні

Японія, Китай, Казахстан, Індія і Південно-Східна Азія
- Boeing 777-200ER 11